# قائمة أعمال أكشاي كومار

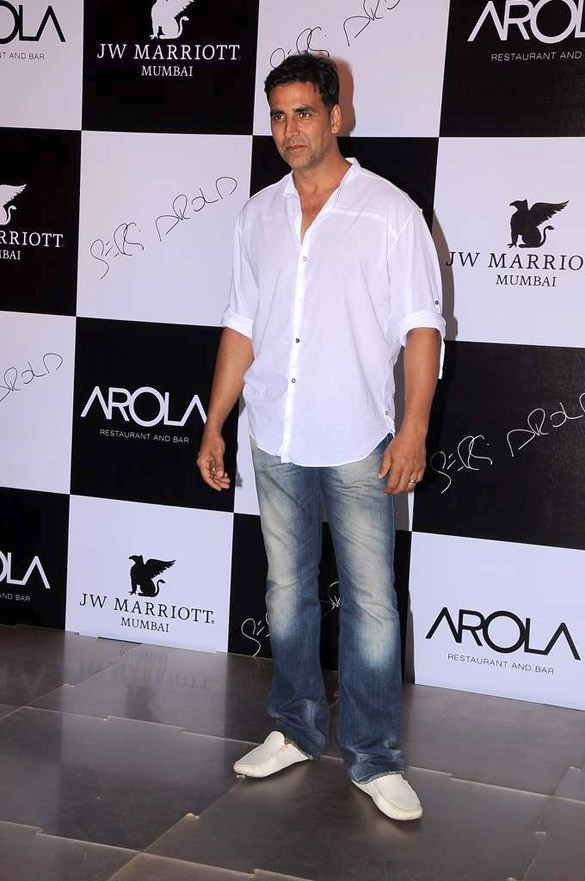
أكشاي كومار في حفل إطلاق مطعم "Arola" الجديد في فندق JW Marriott

اكشاي كومار ممثل هندي ومقدم برامج تلفزيونية ومنتج أفلام يعمل في الأفلام الناطقة باللغة الهندية . ظهر لأول مرة في دور ثانوي غير ملحوظ في الفيلم الهندي عام 1987 آج .   ظهر لأول مرة في دور قيادي مع فيلم يوجنده (1991) قبل أنطيلاقه مع فيلم التشويق والاثاره خيلادي (1992)، وهو أول فيلم منسلسلة خيلادي .   أسس نفسه كبطل أكشن من خلال أفلام ايلان (1994)، موهرا (1994)، مين خلادي تو اناري (1994)، سوهاج (1994)،وخيلادون كا خيلادي (1996). حصل كومار على أول ترشيحاته لجوائز فيلم فير عن الأفلام الرومانسيةياه ديلاجي (1994) وديل تو باجل هاي (1997).  ومع ذلك، كان أداء العديد من إصداراته الأخرى في التسعينيات سيئًا في شباك التذاكر، مما أدى إلى انتكاسة قصيرة في مسيرته السينمائية.     